# 마이클 밀켄
마이클 로버트 밀켄은 미국의 투자가이자 자선사업가이다. 1980년대 정크 본드 시장의 개척자로 정크 본드의 황제라는 별명을 얻으며 월가에서 가장 높은 10억 달러 연봉을 받았지만 주가조작 혐의로 벌금 6억 달러와 징역 10년, 증권업계 재취업 종신 금지령을 선고 받고 감옥에서 1년10개월을 지낸 후 모범수 가석방으로 풀려나왔다.

## 같이 보기
- 저축대부조합 위기